# Epistola lui Pavel către galateni
Epistola lui Pavel către galateni este a patra dintre epistolele pauline în canonul Noului Testament.Ea este impartita in trei parti astfel: prima parte  cap.1 vers.1-9 ; a doua parte cap. 3 -5; si cea din urma cap. 5-6.Majoritatea covârșitoare a criticilor contemporani este în favoarea autenticității epistolei. Epistola este adresată bisericilor Galatiei (1.2), Galatia fiind o provincie romană în Asia mică. Tema centrală a epistolei este rolul Legii. Teologia epistolei a influențat profund gândirea protestantă.